# 영국 국립 공문서관
영국 국립 공문서관(The National Archives United Kingdom, TNA)는 영국 정부의 공문서와 1000년의 역사적 가치가 있는 자료를 저장하는 독립 기관으로 있다. 영국 정부 공문서 보관 기관은 어떤 기관에도 독립적이며 영국 정부 중 스코틀랜드에 관한 것은 〈스코틀랜드 국립 공문서관〉(NAS), 북아일랜드에 관련된 것은 〈북아일랜드 국립 공문서관〉(PRONI)에 보관하고 있다.
이전에는 자료 보관실(PRO : 공공 기록 사무소) 정부 정보 자료 보관실(OPSI : Office of Public Sector Information) 여왕 기록 자료 보관 사무실(HMSO : Her Majesty's Stationery Office) 세 가지 조직이 존재했지만, 영국 국립 공문서관 하나로 기관이 통합되었다.

## 위치
영국 국가 기록 보관소는 영국 시티오브런던의 남서 지역의 리치먼드, 큐의 챈 서리 레인에 1977년에 지어진 건물에 들어서 있다. 제1차 세계 대전 당시 병원 등의 정부 기관이 많이 존재하는 장소이다. 가장 가까운 역은 런던 지하철의 큐 가든 역이다.
또한 노리치에 사무실이 증설되고 자료의 보관고로 체셔의 딥스토도 이용되고 있다.

## 역사

### 공용 기록 사무실
영국 국가 기록 보관소의 주요 기관 중 하나인 공공 기록 사무소(PRO)는 1838년에 잉글랜드와 웨일즈 정부의 공적 자료나 재판 자료 등을 열악한 환경에서 지키려는 취지로 설립되어, 지금까지 런던 타워와 웨스트민스터 성당에 보관되어 있던 자료가 1850년대까지 PRO에 모아졌다.
1838년 정보공개법이 제정되어 자료를 열람할 권리가 있었음에도 불구하고, 1852년까지는 볼 수 있는 자료가 제한되었고 또한 수수료도 만만치 않았다. 따라서 1851년에 찰스 디킨스나 토머스 매콜리, 토머스 칼라일 등 83명의 서명 청원을 통해 학술 목적 등으로 법적 자료와 역사적 자료를 자유롭게 수수료를 지불하지 않고도 열람할 수 있게 되었다. 1866년부터 일반인도 자유롭게 자료를 열람할 수 있는 시설로 탈바꿈하였다.
1958년에는 새롭게 1958 정보공개법이 제정되었으며, 자료의 수집 표준 절차가 수립되었다. 현재 큐는 1977년에 이전되어 1997년에는 이즐링턴의 가계도 자료 센터의 서류도 옮겨졌다.

### 국가 자료실
2003년에 공공기록 사무소와 역사적 가치가 있는 자료보관 위원회가 보관하고 있던 것, 법무부 등 정부기관이 보관하고 있던 자료를 정리하여, 영국 국립 공문서관(The National Archives)으로 통합하였다.
2006년 10월 31일에는 정부 정보 자료 보관 사무실(OPSI : Office of Public Sector Information)과 내각부의 일부였던 여왕 기록 자료 보관 사무실(HMSO : Her Majesty's Stationery Office)도 영국 국립 공문서관의 원본에 통합되었다.

## 같이 보기
- 대영도서관
- 기록 보관소